# Andrew Gurr
Andrew Gurr, gubernator Wyspy Świętej Heleny, Wyspy Wniebowstąpienia i Tristan da Cunha od 11 listopada 2007 do 29 października 2011. Na stanowisko został mianowany przez królową Elżbietę II na wniosek rządu brytyjskiego.
Gurr ma rozległe doświadczenia w biznesie. W latach 1994–1998 był szefem rządu Falklandów. Gurr jest żonaty, ma dwoje dzieci.